# Ha-Merkaz ha-chofši
ha-Merkaz ha-chofši (hebrejsky: המרכז החופשי, Svobodný střed) je bývalá izraelská politická strana.

## Okolnosti vzniku a ideologie strany
Strana byla založena 29. března 1967 v průběhu fungování šestého Knesetu zvoleného ve volbách roku 1965. Tři poslanci tehdy opustili politickou formaci Cherut. Šlo o Šmu'ela Tamira, Eli'ezera Šostaka a Avrahama Ti'ara. Důvodem k odchodu byly neshody s lídrem Cherutu, Menachemem Beginem. Během zbytku funkčního období Knesetu se k nim ještě připojil Šlomo Kohen-Cidon, který opustil svou mateřskou stranu Gachal. Frakce ha-Merkaz ha-chofši tak měla čtyři poslanecké mandáty.
Ve volbách roku 1969 strana samostatně kandidovala a získala 1,2 % hlasů, což jí zaručilo dva mandáty v sedmém Knesetu. Na poslanecká místa usedli Šmu'el Tamir a Eli'ezer Šostak. V průběhu funkčního období, před volbami v roce 1973 oba poslanci vstoupili do nové pravicové formace zvané Likud, do níž kromě frakce ha-Merkaz ha-chofši vplynuly i strany Cherut a Liberální strana (do té doby spojené v alianci Gachal) a také Rešima mamlachtit a Hnutí za Velký Izrael. Strana ha-Merkaz ha-chofši existovala i nadále, ale do voleb šla v rámci Likudu. Ve volbách roku 1973 získal Likud 39 mandátů a čtyři z toho připadly členům strany ha-Merkaz ha-chofši. Kromě Šmu'ela Tamira a Eli'ezera Šostaka to byli i Ehud Olmert a Akiva Nof. V roce 1974 ale kvůli vnitřním sporům odešli ovšem Eli'ezer Šostak a Ehud Olmert a založili vlastní politickou stranu nazvanou ha-Merkaz ha-acma'i (Nezávislý střed), která později splynula se stranou La'am. Šmu'el Tamir a Akiva Nof mezitím odešli kvůli sporům z Likudu a obnovili 26. října 1976 samostatnou frakci ha-Merkaz ha-chofši. V lednu 1977 rezignovali na křesla v Knesetu a v následujících volbách roku 1977 již kandidovali za jinou stranu, Demokratické hnutí za změnu.